# Matt Beleskey
Matthew „Matt“ Beleskey (* 7. Juni 1988 in Windsor, Ontario) ist ein ehemaliger kanadischer Eishockeyspieler. Der linke Flügelstürmer bestritt zwischen 2009 und 2018 über 400 Partien für die Anaheim Ducks, Boston Bruins und New York Rangers in der National Hockey League (NHL)

## Karriere
Beleskey begann seine Karriere als Eishockeyspieler bei den Belleville Bulls, für die er von 2004 bis 2008 in der Ontario Hockey League aktiv war. In dieser Zeit wurde er im NHL Entry Draft 2006 in der vierten Runde als insgesamt 112. Spieler von den Mighty Ducks of Anaheim ausgewählt.
Für das mittlerweile in Anaheim Ducks umbenannte Team gab der Angreifer am 9. Januar 2009 im Spiel gegen die Tampa Bay Lightning sein Debüt in der National Hockey League. Zudem absolvierte der Linksschütze in der Saison 2008/09 insgesamt 58 Spiele für das Farmteam der Ducks, die Iowa Chops aus der American Hockey League. Dabei erzielte er 35 Scorerpunkte, darunter elf Tore. In der folgenden Saison erarbeitete sich der Offensivakteur einen festen Platz im Team der Ducks, absolvierte dabei 60 Partien in der NHL und erzielte 18 Punkte. Im September 2010 verlängerte er seinen Vertrag bei den Südkaliforniern um zwei weitere Jahre bis Ende Juni 2013.
Nach einer weiteren Vertragsverlängerung erhielt er eine solche nach der Saison 2014/15 nicht mehr, sodass er sich im Juli 2015 als Free Agent den Boston Bruins anschloss. Dort war der Angreifer knapp zweieinhalb Jahre aktiv, bevor er zur Trade Deadline im Februar 2018 samt Ryan Spooner, Ryan Lindgren, einem Erstrunden-Wahlrecht im NHL Entry Draft 2018 sowie einem Siebtrunden-Wahlrecht im NHL Entry Draft 2019 an die New York Rangers abgegeben wurde. Im Gegenzug wechselte Rick Nash nach Boston, wobei beide Parteien die jeweiligen Gehälter von Nash und Beleskey weiterhin zu 50 % übernahmen.
Bei den Rangers war Beleskey bis zum Ende der Saison 2019/20 aktiv, ehe sein auslaufender Vertrag nicht verlängert wurde. Dies bedeutete im weiteren Verlauf auch das Ende seiner aktiven Karriere, in der er 477 NHL-Partien bestritten und dabei 158 Scorerpunkte verzeichnet hatte.

### International
Für die kanadische Nationalmannschaft nahm Beleskey an der U18-Junioren-Weltmeisterschaft 2006 teil. Er stand in sieben Begegnungen für Kanada auf dem Eis und steuerte eine Torvorlage bei. Das Turnier beendete der Flügelstürmer mit den Ahornblättern auf dem vierten Platz.

## Erfolge und Auszeichnungen
- 2006 Teilnahme am CHL Top Prospects Game
- 2008 OHL Third All-Star Team

## Karrierestatistik

### International
Vertrat Kanada bei:
- U18-Junioren-Weltmeisterschaft 2006

(Legende zur Spielerstatistik: Sp oder GP = absolvierte Spiele; T oder G = erzielte Tore; V oder A = erzielte Assists; Pkt oder Pts = erzielte Scorerpunkte; SM oder PIM = erhaltene Strafminuten; +/− = Plus/Minus-Bilanz; PP = erzielte Überzahltore; SH = erzielte Unterzahltore; GW = erzielte Siegtore; 1 Play-downs/Relegation; Kursiv: Statistik nicht vollständig)